# Športna dvorana Trata
Športna dvorana Trata je športna dvorana, zgrajena spomladi leta 2010 in sprejme približno 1000 gledalcev.
V dvorani prirejajo tudi glasbene koncerte in druge prireditve.

## Tehnični podatki
Dvorana je zgrajena po sodobnih okoljskih standardih. Objekt je energetsko varčen in okolju prijazen.

### Velikost
1. Neto tloris dvorane - 2400 m²
2. Bruto prostornina dvorane - 18.500 m³